# جزیره دکتر مورو (فیلم ۱۹۹۶)
جزیره دکتر مورو (به انگلیسی: The Island of Dr. Moreau) فیلمی در ژانر علمی–تخیلی و ترسناک محصول ۱۹۹۶ کشور آمریکا و سومین اقتباس از کتاب‌های اچ. جی. ولز به همین نام و دربارهٔ یک دانشمند نیمه دیوانه است که سعی می‌کند تا حیوانات را به انسان تبدیل کند. در این فیلم بازیگرانی چون مارلون براندو، وال کیلمر، ران پرلمن و دیوید تیولیس به کارگردانی جان فرانکن‌هایمر نقش آفرینی می‌کنند.

## بازیگران
- مارلون براندو در نقش دکتر مورو، دانشمند نیمه دیوانه
- دیوید تیولیس در نقش ادوارد داگلاس، عامل سازمان ملل متحد
- وال کیلمر در نقش دکتر مونتگومری، جراح مغز و اعصاب سابق که یک دامپزشک در جزیره دکتر مورو است.
- فیروزه بالک در نقش آیزا، یک گربهٔ ترکیبی که دختری زیباست و از بقیهٔ مخلوقات بیشتر به انسان شباهت دارد.
- دنیل ریگنی در نقش یک کفتار-خوک ترکیبی شرور
- تمورا موریسون در نقش آزازلو، یک سگ ترکیبی که متخصص جستجوی مخلوقات است.
- نلسون دلا روزا در نقش ماجای، یک نسخهٔ مینیاتوری از دکتر مورو که صحبت نمی‌کند.
- پیتر الیوت در نقش آزازیمون، یک بابون ترکیبی
- مارک داکاسیوس در نقش لومای، یک پلنگ ترکیبی که قوانین را زیر پا می‌گذارد (خوردن آب از رودخانه، راه رفتن بر روی چهار دست و پا و خوردن گوشت).
- ران پرلمن در نقش قانونگذار، یک بز کور ترکیبی که حالت یک کشیش را دارد.
- مارکو هاف اشنایدر در نقش ملینگ
- میگل لوپز در نقش واگی
- ویلیام هوتکینز در نقش کریل

## داستان فیلم
مرد جوانی به‌نام ادوارد داگلاس (تیولیس) از بد حادثه سر از جزیره دور افتاده دکتر مورو (براندو) در جنوب شرق آسیا درمی‌آورد؛ دانشمندی نیمه دیوانه که در آن مشغول انجام آزمایش‌هایی برای بدل ساختن حیوانات به انسان است. دکتر مورو کلیه مخلوقات جزیره را فرزندان خود می‌داند و مخلوقات نیز وی را پدر خطاب می‌کنند. داگلاس آرام آرام با دختر خوانده مورو (فیروزه بالک) روابط صمیمانه پیدا می‌کند. به نظر می‌رسد دکتر مورو به‌دنبال اهدافی مثبت و انسان دوستانه است اما دستیارش، مونتگمری (کیلمر) اندیشه‌های پلیدی در سر دارد. دختر خواندهٔ دکتر مورو کاملترین نمونه ساخته شده تا کنون است که کاملاً به یک انسان معمولی شباهت دارد ولی آرام آرام در حال تغییرات فیزیکی از شکل انسانی به شکل حیوانی (گربه) می‌باشد. درمان کامل وی در نهایت باعث خواهد شد که کلیه تلاش‌ها و تحقیقات دکتر مورو در این یک مورد به نتیجه رسده و وی به هدف خویش نائل شود. بدین خاطر دکتر مورو و دستیارش مونتگمری درصددند تا با استفاده از بدن داگلاس (و بالطبع کشته شدن وی) جلوی تغییرات دختر را بگیرند اما…